# ずんだもん
ずんだもんは、SSS合同会社によるずんだ餅をモチーフにした東北地方のマスコットキャラクターである。東北ずん子の関連キャラクターとして生み出され、コンテンツ形成を通して設定が練りこまれていった。キャラクターデザインは江戸村ににこ。2021年8月に音声合成ソフトのVOICEVOXリリースと同時に伊藤ゆいなの声を元にしたずんだもんの音源が公開されると、動画投稿サイト等でユーザー生成コンテンツ（UGC）が数多く作成されるなど人気・認知度が上昇した。2023年頃に「東北ずん子プロジェクト」そのものが「東北ずん子・ずんだもんプロジェクト」（略称:ずんずんプロジェクト）と改題されている。

## 設定
ずんだの妖精で、ずん子が所持している弓の「ずんだアロー」や（2021年6月以降の設定では）人間の姿に変身できる。ずんだ餅を食べることで知性が上がるとされている。不憫な目に合うことが多い。一人称は「ボク」。公式の設定では女の子であるという設定であるが、UGCでは中性的な見た目から性別は様々に設定されている。趣味はその辺をふらふらすること、自分を大きく見せること。誕生日は12月5日。語尾に「～（な）のだ」をつけて喋る。名称の「もん」はモンスターの略であり、最初期の小説で登場した際は「もちモン」の中でも幻の存在と言う設定となっていた。なお、公式作品におけるその他詳細な設定は各種作品によって異なっており、2次創作の自由度を上げることを意図したものとなっている。

### 容姿
両方の姿ともに、頭部に鞘入りの枝豆のような形をした耳があることが特徴。
妖精の姿は丸く大きな頭と尻尾が特徴的で、白とライトグリーンを基調としたデザインとなっている。
人間の姿はライトグリーンの髪と中性的な見た目が特徴的である。服装はライトグリーンのサロペット、白い三分袖のトップスに身をまとい、緑色の靴を履き、枝豆を模した首飾りを身に付けることが多い。

## 経緯

### 2010年代
ずんだもんは小田恭央、村濱章司、榊正宗が、萌えキャラである東北ずん子と差別化する形で、萌えキャラに抵抗のあるユーザーや自治体に向けたゆるキャラとして発案した。江戸村ににこのキャラクターデザインや、さとうとしおの公式小説などによってずんだもんを含む東北ずん子プロジェクトのキャラクター設定やコンテンツが確立していった。2015年頃から東北ずん子、東北イタコ、東北きりたんと同様に東北地方に本社を登記する企業に申請なしで無償でのキャラクターの商用利用を認めている。2017年の東北ずん子プロジェクトのアニメ作品「ずんだホライずん」、および同時に公開された歌声合成ソフトのUTAUの音声ライブラリからはキャラクターボイスに伊藤ゆいなの声が当てられるようになった。この時から伊藤は自らの声の読み上げ用の音声合成ソフトの開発を望む発言をしている。

### 2020年代
2020年代になると、音声合成などの先端技術の検証の際にはずんだもんの声を利用する戦略がとられるようになり、まず2021年6月17日にITAコーパスマルチモーダルデータベースが、事前のクラウドファンディングの資金をもとに公開された。また、データベースの公開と同時に、人間の姿が公開された。
2021年8月1日には無料の音声合成ソフトウェアVOICEVOX（当初はトーク機能のみ、2024年ソング機能実装）がリリースされ、初期に実装された音声ライブラリの一つとなった。VOICEVOXリリースはずんだもんの声を務める伊藤ゆいなが自らの声のテキスト読み上げソフト化を望んだことで実現したものである。2022年5月1日にリアルボイスチェンジャーのMMVC版のデータが公開、8月1日にボーカルシンセサイザーソフトNEUTRINOの音声ライブラリが公開、11月29日にはSeiren Voiceの音声ライブラリが発売された。2023年には「VOICEPEAK 東北ずん子」、「VOICEPEAK 東北きりたん」、「VOICEPEAK 東北イタコ」のおまけとして「VOICEPEAK ずんだもん」が付属する形で配布された。

## 評価・反響

### 利用と人気の拡大
登場当初から2021年上半期頃までは、UGCによるイラストは少なく、ほぼ無名のキャラクターであった。2021年6月に人間の姿が発表され、同年8月に音声合成ソフトのVOICEVOXリリースとともに伊藤ゆいなの声を元にしたずんだもんの音源が公開されると、イラスト投稿サイトや動画投稿サイト等でユーザー生成コンテンツが数多く作成されるなど人気・認知度が上昇した。その要因の一つとして、従来の音声合成ソフトは有料であったり（VOICEROIDなど）、収益化を行う際にライセンスが必要であったり（AquesTalkなど）したが、VOICEVOXは商用・非商用を問わず無料で使うことができる点などが挙げられている。
UGCの動画では、坂本アヒルによる立ち絵イラストが使用されることが多い。
ピクシブとドワンゴが発表する2022年の「ネット流行語100」年間大賞の全ランキングでは7位にランクインし、ニコニコユーザーによるアンケートで選ばれるニコニコ賞では「ずんだもん」が選ばれた。2023年には、YouTube分析ツールを提供するエビリーが発表したYouTube流行語大賞のノミネートワード10語の一つにも選ばれた。
また、各省庁が企画するイベント、『2022年こども霞が関見学デー』で公開されたデジタル庁制作の動画において、マイナちゃんの声にVOICEVOXのずんだもんの合成音声が当てられている。この動画は現在、マイナンバー制度公式YouTubeチャンネルで公開されている。
2023年3月28日の「東北ずん子プロジェクト」の規約改定では、動画の広告による収益化や配信の投げ銭機能といった「非商用利用」と定める範囲内であれば、企業所属のストリーマーなどが企画のキャラクターを問い合わせせずに無償で利用可能となり、配信や動画での使用拡大が期待されている。

### 誹謗中傷等への悪用
一方で、利用規約で禁止されているにもかかわらず、公序良俗に反するもの等のキャラクターへのイメージを損うものや、個人や団体への非難・誹謗中傷を含むコンテンツも作られており、ずんずんPJ公式が注意喚起を行っている。自分の好きではないユーザーアカウントやコンテンツを非難する行動も見られ、公式はこれらの行動もやめるよう呼びかけている。ずんずんPJを運営するSSS合同会社の小田は、個人の批評批判はキャラクターを使って行うのではなく、本人の責任をもって行うべきとの見解を示している。

## コンテンツ

### 音声合成ソフトウェア
いずれも音源提供者は伊藤ゆいなである。
| ソフトウェア名     | 音声ライブラリの公開日・発売日                | 料金   | 備考 |
| ------------------ | --------------------------------------------- | ------ | --- |
| UTAU               | 2017年                                        | 無料   | UTAUは、飴屋／菖蒲が開発した歌声合成ソフトウェア。 |
| VOICEVOX           | 2021年8月1日                                  | 無料   | VOICEVOXはヒホ(ヒロシバ)が開発した読み上げ用・歌唱用音声合成ソフト。子供っぽい高めの声を特徴としている。VOICEVOXリリース当初(当時はトーク機能のみ実装)からの音声ライブラリ。実装スタイルはノーマル、ツンツン、あまあま、セクシー、ささやき、ヒソヒソ、ヘロヘロ、なみだめの8種類。これらのうち、「ささやき」「ヒソヒソ」はNEUTRINO版のクラウドファンディングにより、「へロヘロ」「なみだめ」は東北きりたん・東北イタコのVOICEPEAK化クラウドファンディングにより、追加が決まった。また、2024年には、ささやきスタイル以外の各種ボイススタイルに対して、歌唱機能が追加された。 |
| NEUTRINO           | 2022年8月1日                                  | 無料   | SHACHIによって開発されたボーカルシンセサイザーソフト。ずんだもんの音声ライブラリはVOICEVOX版のボイススタイル「ささやき」「ヒソヒソ」と同時にクラウドファンディングを実施。ゴールが達成されたため、制作された。子供らしく元気でパワフルな歌声が特徴。推奨音域はA3-D5、得意なテンポは120～180。得意なジャンルはポップソング・キッズソングなど。 |
| VOICEPEAK          | 2023年1月13日（VOICEPEAK 東北ずん子の発売日） | 非売品 | VOICEPEAKはDreamtronicsと株式会社AHSが共同開発している読み上げ用音声合成ソフト。単体販売はしておらず、「VOICEPEAK 東北ずん子」、「VOICEPEAK 東北きりたん」、「VOICEPEAK 東北イタコ」のそれぞれに付属する形式となっている。かわいらしい声を特徴としている。感情パラメーターとして「実況」、「あおり」、「あまあま」、「ヒソヒソ」、「つんつん」の5種類が実装。 |
| CeVIO AI / VoiSona | 2024年6月20日                                 | 有料   | Cevio AIはCeVIOプロジェクトにより開発されている音声合成ソフトウェア。VoiSonaはテクノスピーチによって開発されているAI音声合成ソフトウェア。CeVIO AI版の推奨音域はA3～E5で推奨テンポは80～200。VoiSona版では、CeVIO AI版と同等の合成音声品質が利用できる。 |

### ボイスチェンジャーソフト
いずれも音源提供者は伊藤ゆいなである。
| ソフトウェア名 | 公開日・発売日 | 料金 | 備考 |
| -------------- | -------------- | ---- | --- |
| MMVC           | 2022年5月1日   | 無料 | MMVCは、天王洲アイルが開発する、深層学習を用いてEnd-to-Endで声の変換を行うリアルタイムボイスチェンジャーソフト。「四国めたん」、「九州そら」とともに、開発側が用意する学習データとして公開された。 |
| Seiren Voice   | 2022年11月29日 | 有料 | ヒホ(ヒロシバ)が開発した音声変換ソフトウェア。品質面を重視した開発がなされている。生き生きとした音声を表現することができることが特徴。「Seiren Voice 東北イタコ」と同時発売。当初はソフト自体がNVIDIA製のGPUがないと動作しなかったが、2023年7月20日にはv2が公開され、ソフトそのものがNVIDIA製のGPUなしで動作するようになった。                                        |
| Vme!           | 2023年9月11日  | 無料 | Vme!はHIGHBALL PTE. LTD. が提供する、任意のアバター・声でオンラインミーティングにDiscordやGoogle meetsに参加できるツール。アバター・声の1種類としてずんだもんが提供されている。 |
| Paravo         | 2023年12月25日 | 無料 | Paravoは福島県のベンチャー企業Parakeet株式会社が提供するリアルタイムボイスチェンジャー。比較的低容量かつCPUのみで動作し、変換の遅延時間は0.1秒程度と短いことが特徴である。話者キャラクターの1種としてずんだもんが提供されている。ずんずんPJからは有料版話者キャラクターとして東北ずん子、東北イタコ、東北きりたん、四国めたん、九州そら、中国うさぎも使用可能である。 |

### 音楽CD
以下はCDあるいは収録曲のアーティスト名の中にずんだもんの名前が明記されている音楽CD。
| タイトル              | アーティスト | レーベル                           | 発売日        |
| --------------------- | ------------ | ---------------------------------- | ------------- |
| ずんだもん 追加ボイス |              | 東北ずん子・ずんだもんプロジェクト |               |
| ずんだもんがいっぱい  | なみぐる     | ディスクユニオン                   | 2023年8月23日 |

### 小説・漫画・アニメ作品
さとうとしおによる東北ずん子のオリジナル小説や、卯匡による四コマ漫画「漫画 ずんちゃんといっしょ！」に登場する。まんがタイムきららキャラットの2023年10月号からは、「ずんだもんTV！」（作・卯匡）が連載されており、主人公として描かれる。「ずんだもんTV！」では、記憶喪失となったずんだもんが、手がかりを探すために動画配信を行う物語が展開される。また、東北ずん子のアニメーション作品「ずんだホライずん」にも登場する。

### ずんパラじお
ずんパラじお～みんなでラジオを作るのだ～は、ニコニコチャンネルプラスで月一回配信されている有料（一部無料）の公式番組である。2023年10月19日に番組が始まることが告知され、同年11月11日に第一回（この回のみ全編無料）が配信された。音声合成ソフトのずんだもんと、伊藤ゆいながMCを務め、XやGoogle フォームを用いた投稿を元にコーナーを進行するというラジオ番組を模した構成となっている。また、番組のコーナーや音楽なども視聴者からの投稿により募るといった試みも行われている。開始当初は毎週毎回30分程度の内容が配信されていた。番組を全編視聴できる有料プランの他、さらなる特典のついたプレミアムプランも用意されている。1月27日配信の第11回をもって毎週配信が終了となり、2月17日の回以降は月一回の生放送で各回90分以上の番組となった。

### その他
- あんこもん（鬼斬コラボ） - 該当ゲーム作品の2018年春の東北ずん子コラボで登場した。東北ずん子プロジェクト公式のSNSアカウントでも話題が取り上げられており、2024年にはSD人間形態が描き起こされている。2025年にはクラウドファンディングのストレッチゴールを達成したことによりVOICEVOX化が決定し、担当声優に鎌田歩乃佳が採用された。
- 画像イラスト
- MMDモデル、VRM、VRChatアバター　- それぞれ妖精形態、人型形態の両方がセットで配布されている。
- 「紗々」（ロッテ）- 紗々のずんだシェイク味のパッケージ裏面では東北ずん子とともにずんだもんのイラストが描かれている[35]。
- 「ミニフィギュア ずんだもん」(ピーエムオフィスエー)[36]。
- プラキット 「プラフィア ずんだもん」(PLUM PMOA) - 2024年7月31日。
- フィギュア「POP UP PARADE ずんだもん」(グッドスマイルカンパニー[37]) - 2024年9月。
- VTube Studio用モデル - 2023年12月25日に配布開始。VTube StudioはDenchiが開発するフェイストラッキングアプリ。Live2Dモデルデータとしてずんだもんのデータが配布されている[38]。